# Skrzelowce Polski
Większość gatunków to pasożyty zewnętrzne ryb. W Polsce stwierdzono około 120 gatunków skrzelowców (Monogenea).

## Skrzelowce (Monogenea)

### Monopisthocotylea

#### Dactylogyridea
Rodzina Dactylogyridae Bychowsky, 1933
- Dactylogyrus alatus Linstow, 1978
- Dactylogyrus amphibothrium Wagener, 1857
- Dactylogyrus anochoratus (Dujardin, 1845)
- Dactylogyrus auriculatus (Nordmann, 1832)
- Dactylogyrus borealis Nybelin, 1936
- Dactylogyrus caballeroi Prost, 1960
- Dactylogyrus carpathicus Zachvatkin, 1951
- Dactylogyrus chrannilovi Bykhovsky, 1933
- Dactylogyrus cornoides Glaser et Gussev, 1967
- Dactylogyrus cornu Linstow, 1878
- Dactylogyrus crassus Kulwieć, 1927
- Dactylogyrus crucifer Wagener, 1857
- Dactylogyrus difformis Wagener, 1857
- Dactylogyrus difformoides Glaser et Gussev, 1967
- Dactylogyrus distinguendus Nybelin, 1936
- Dactylogyrus ersinensis Spassky et Roytman, 1960
- Dactylogyrus extensus Mueller et Van Cleave, 1932
- Dactylogyrus falcatus (Wedl, 1857)
- Dactylogyrus fallax Wagener, 1857
- Dactylogyrus formosus Kulwieć, 1927
- Dactylogyrus fraternus Wagener, 1910
- Dactylogyrus frisii Bykhovsky, 1933
- Dactylogyrus hypophthalmichtys Achmerov, 1952
- Dactylogyrus intermedius Wagener, 1910
- Dactylogyrus izjumovae Gussev, 1966
- Dactylogyrus lamellatus Achmerov, 1952
- Dactylogyrus macracanthus Wagener, 1910
- Dactylogyrus malleus Linstow, 1877
- Dactylogyrus micracanthus Nybelin, 1936
- Dactylogyrus minor Wagener, 1857
- Dactylogyrus minutus Kulwieć, 1927
- Dactylogyrus nanus Dogiel et Bykhovsky, 1934
- Dactylogyrus nobilis Long et Yu, 1958
- Dactylogyrus parvus Wagener, 1910
- Dactylogyrus phoxini Malevitzkaya, 1949
- Dactylogyrus rutili Glaser, 1965
- Dactylogyrus similis Wagener, 1910
- Dactylogyrus sphyrna Linstow, 1878
- Dactylogyrus suchengtai Gussev, 1962
- Dactylogyrus tuba Linstow, 1878
- Dactylogyrus vastator Nybelin, 1924
- Dactylogyrus vistulae Prost, 1957
- Dactylogyrus vageneri Kulwieć, 1927
- Dactylogyrus wunderi Bykhovsky, 1931
- Dactylogyrus zandti Bykhovsky, 1931
- Pseudodactylogyrus anguillae Yin et Sproston, 1948
- Pseudodactylogyrus bini Kikuchi, 1929
- Pseudacolpenteron pavlovskii Bykhovsky et Gussev, 1955

Rodzina Ancyrocephalidae Bychowsky & Nagibina, 1968
- Ancyrocephalus cruciatus (Wedl, 1857)
- Ancyrocephalus paradoxus Creplin, 1839
- Ancyrocephalus percae Ergens, 1966
- Cleidodiscus monticelli (Cognetti de Martiis, 1924)
- Cleidodiscus pricei Mueller, 1936
- Silurodiscoides magnus (Bykhovsky et Nagibina, 1957)
- Silurodiscoides siluri (Zandt, 1924)
- Silurodiscoides vistulensis (Siwak, 1931)

Rodzina Tetraonchidae Bychowsky, 1937
- Tetraonychus moneteron (Wagener, 1857)

#### Gyrodactylidea
Rodzina Gyrodactylidae
- Gyrodactylus alburnensis Prost, 1972
- Gyrodactylus alburnoides Chiriac, 1969
- Gyrodactylus aphae Malmberg, 1957
- Gyrodactylus barbatuli Achmerov, 1952
- Gyrodactylus barbi Ergens, 1976
- Gyrodactylus cernuae Malmberg, 1957
- Gyrodactylus cobitis Bykhovsky, 1933
- Gyrodactylus cyprini Diarova 1964
- Gyrodactylus decorus Malmberg, 1957
- Gyrodactylus derjavini Mikailov, 1975
- Gyrodactylus elegans Nordmann, 1832
- Gyrodactylus euzeti Prost, 1993
- Gyrodactylus fairporti Van Cleave, 1921
- Gyrodactylus gobiensis Glaser, 1974
- Gyrodactylus gobii Shulman, 1953
- Gyrodactylus gracilihametus Malmberg, 1964
- Gyrodactylus gracilis Kathariner, 1894
- Gyrodactylus hronosus Zitnan 1964
- Gyrodactylus jiroveci Ergens et Bykhovsky, 1967
- Gyrodactylus katharineri Malmberg, 1964
- Gyrodactylus laevis Malmberg, 1957
- Gyrodactylus limnaeus Malmberg, 1964
- Gyrodactylus llewellyni Ergens et Dulmaa 1967
- Gyrodactylus luckiensis Prost, 1981
- Gyrodactylus macronychus Malmberg, 1957
- Gyrodactylus magnificus Malmberg, 1957
- Gyrodactylus malmbergi Ergens, 1961
- Gyrodactylus malmbergensis Prost, 1974
- Gyrodactylus markakulensis Gvosdev, 1950
- Gyrodactylus markewitschi Kulakovskaya, 1951
- Gyrodactylus medius Kathariner, 1895
- Gyrodactylus menschikowi Gvosdev, 1950
- Gyrodactylus minimus Malmberg, 1957
- Gyrodactylus pannonicus Molnar, 1968
- Gyrodactylus paralaevis Ergens, 1966
- Gyrodactylus parvicopula Bykhovsky, 1933
- Gyrodactylus pavlovskyi Ergens et Bykhovsky, 1967
- Gyrodactylus percnuri Prost, 1975
- Gyrodactylus phoxini Malmberg, 1957
- Gyrodactylus prostae Ergens, 1964
- Gyrodactylus pseudonemachili Ergens et Bykhovsky, 1967
- Gyrodactylus raabei Prost, 1957
- Gyrodactylus rutili Glaser, 1965
- Gyrodactylus sedelnikovi Gvosdev, 1950
- Gyrodactylus shulmani Ling, 1962
- Gyrodactylus sprostonae Ling, 1962
- Gyrodactylus stankovici Ergens, 1970
- Gyrodactylus truttae Glaser, 1974
- Gyrodactylus turnbulli Harris 1986

### Polyopisthocotylea

#### Mazocraeidea
Rodzina Discocotylidae Price, 1936
- Octomacrum europaeum Roman et Bykhovsky, 1956

Rodzina Diplozoidae
- Diplozoon paradoxum Nordmann, 1832
- Paradiplozoon bliccae (Reichenbach-Klinke, 1961)
- Paradiplozoon homoion homoion (Bykhovsky et Nagibina, 1959)
- Paradiplozoon homoion gracile (Olivier et Reichenbach-Klinke, 1973)
- Paradiplozoon megan (Bykhovsky et Nagibina, 1959)
- Paradiplozoon nagibinae (Glaser, 1965)
- Paradiplozoon pavlovskii (Bykhovsky et Nagibina, 1959)
- Paradiplozoon rutili (Glaser, 1967)

#### Polystomatoinea
Rodzina Polystomatidae
- Polystoma integerrimum (Frolich, 1791)